# Barrage de Merowe
Le barrage de Merowe est un barrage soudanais situé en amont de la quatrième cataracte du Nil à 350 km au nord de Khartoum et à moins de cinquante kilomètres du Gebel Barkal. Ce barrage hydroélectrique, construit par la Chine de 2003 à 2009, a été inauguré en mars 2009. Sa puissance installée est de 1 250 MW. C'est le deuxième plus grand barrage sur le Nil après celui d'Assouan.

## Présentation

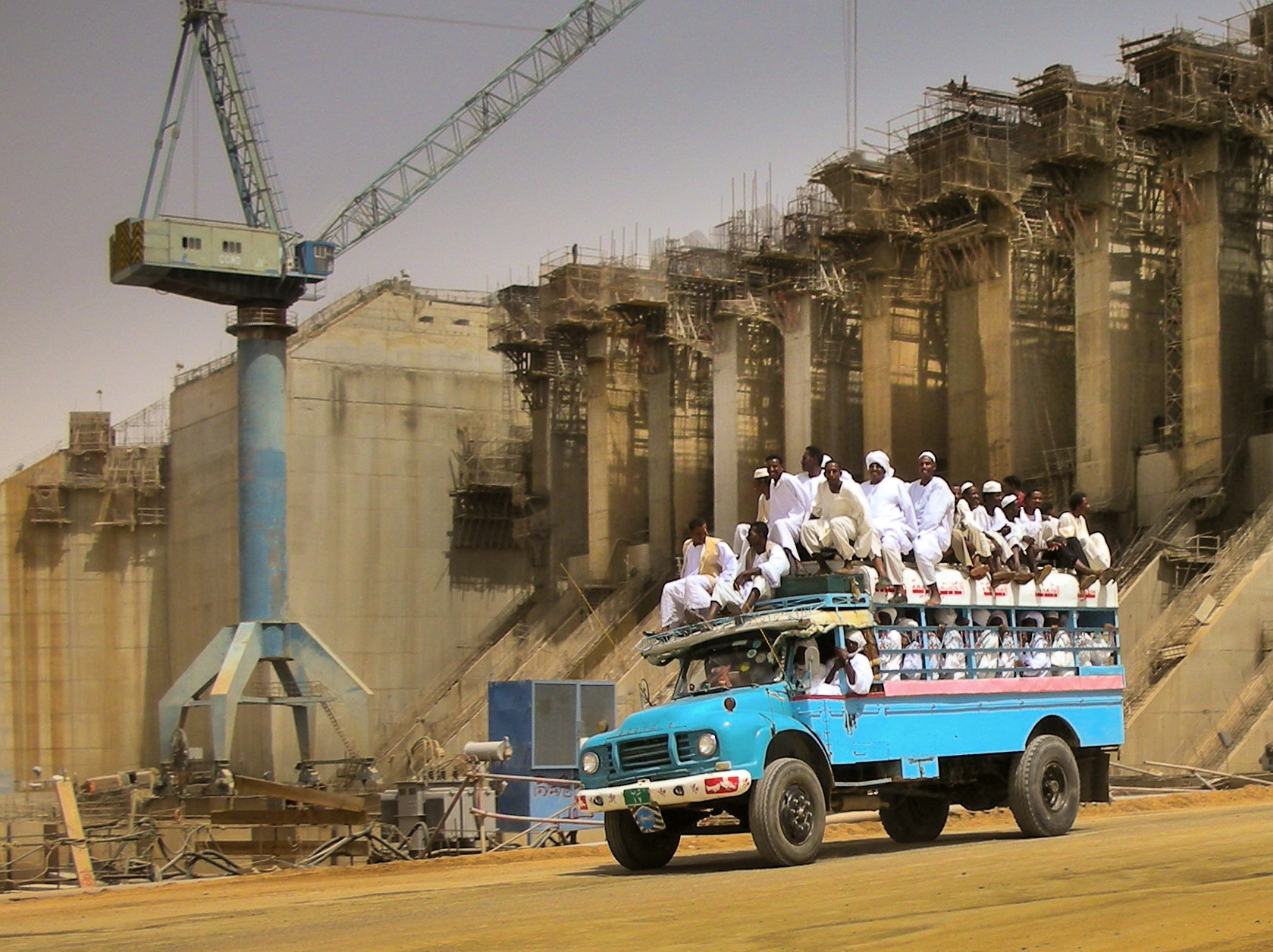
Le barrage en construction (2007).

Le barrage de Merowe, deuxième plus grand barrage sur le Nil après celui d'Assouan, a été construit de 2003 à 2009 et inauguré en mars 2009.
Les partisans du barrage parlent de progrès : « Tout le pays sera raccordé et aura l'électricité. Les paysans irrigueront leurs champs plus facilement » assure le ministre soudanais de l'irrigation et des ressources en eau. Les opposants écologistes répliquent : « Le limon qui fertilise les rives du Nil sera retenu par le barrage. Les terres vont rapidement s'appauvrir ».
Comme sur le barrage d'Assouan en Égypte, une partie importante de l'eau du réservoir risque de s'évaporer. On craint également une recrudescence des maladies dues à l'eau stagnante, en particulier du paludisme. De plus, 50 000 personnes vivant sur la zone inondable devront être relogées dans des cités, loin des rives du fleuve, dans le désert de Bayouda ; ces paysans déracinés se retrouveront sans terre cultivable.
Les scientifiques s'inquiètent également d'une montée des eaux des nappes phréatiques qui risquent d'altérer les monuments situés en aval de la 4e cataracte.
Les conséquences du barrage risquent d'être importantes au niveau archéologique pour la compréhension de l'histoire des peuples de Nubie et celle de l’Humanité. Des fouilles de sauvetage ont été lancées dès 2001 par les archéologues de la SFDAS, mais trop tard pour tout explorer. Sur plusieurs dizaines d'hectares, une centaine de tombes ont été recensées. Certaines contiennent encore des poteries ou des bijoux qui étaient enterrés avec les corps.

## Fouilles archéologiques
Une équipe d'archéologues polonais de l'université de Gdańsk découvre des cimetières et des établissements qu'ils rattachent au royaume de Koush (2500-1500 av. J.C.).
L'institut oriental de l'université de Chicago révèle la présence de mines d'or à Hosh El-Guruf ; elles auraient été exploitées de 1700 à 1500 av. J.C. probablement sous le contrôle du royaume de Koush.
Les restes d'une pyramide datant de la période Napata (800-400 av. J.C.) sont découverts par une équipe de la Sudan Archaeological Research Society.
L'expédition nubienne de l'université Humboldt de Berlin met au jour un ensemble d'objets religieux et de manuscrits datant de la période médiévale (500-1500 ap. J.C.) en fouillant les ruines d'une église sur l’île de Sur.